# Neerwaartse oorzakelijkheid
Neerwaartse oorzakelijkheid of neerwaartse causatie  treedt op als het gevolg van een wisselwerking op zijn beurt weer zijn oorzaak beïnvloedt. Oorzaak en gevolg worden dus omgewisseld. Maar omdat het in wezen om dezelfde wisselwerking gaat is deze omkering vaak meer het effect van het gekozen gezichtspunt. Duidelijker wordt het verschil als er sprake is van een complexe wisselwerking van meerdere componenten, leidend tot een nieuw, emergent verschijnsel : het emergente verschijnsel kan ook omgekeerd het gedrag van die componenten weer beïnvloeden. Het emergente verschijnsel vormt dan een attractor voor naburige componenten die nog niet bij de wisselwerking betrokken zijn. Dat is bij zwakke emergentie zeker het geval. Of dat ook bij sterke emergentie het geval is, is punt van discussie.
In de newtoniaanse mechanica is de tijdrichting niet gedefinieerd: processen kunnen zich ook in een omgekeerde volgorde afspelen, waarmee oorzaak en gevolg ook worden omgewisseld. Dit zijn in het algemeen subatomaire processen waar geen dissipatie van energie plaats vindt.
Onderscheid dient gemaakt te worden met terugkoppeling of feedback, zoals die in complexe, adaptieve systemen kan plaatsvinden: hier wordt de oorzaak via een omweg beïnvloed, afhankelijk van de resultaten van het gevolg (bv. contrafeitelijk denken). Dit is sterk afhankelijk van de context waarin die terugkoppeling plaats vindt, reden waarom het in complexe systemen moeilijk te onderscheiden is of er sprake is van feedback of directe neerwaartse causatie.

## Voorbeelden
- Onder invloed van de zwaartekracht kan een kleine verdichting van moleculen in de ruimte een kleine, lokale toename van de zwaartekracht veroorzaken, die als attractor dient voor andere, naburige moleculen, waardoor die verdichting als een sneeuwbal steeds groter wordt. Dezelfde wisselwerking - de zwaartekracht - heeft dus zowel het ontstaan van die sneeuwbal tot gevolg, als de (toenemende) invloed op de beweging van omringende moleculen.
- Kristalvorming heeft als emergent verschijnsel invloed op het chaotische gedrag van omringende moleculen: het kristal fungeert als attractor, waardoor het kristal door inter-moleculaire krachten verder kan groeien, net zoals een sneeuwbal kan groeien. De attractor beïnvloedt daarmee het gedrag van de naburige omringende moleculen.[4]
- Iets dergelijks gebeurt bij condensatie van bijvoorbeeld waterdamp: daar is vaak een condensatiekern (zoals een stofdeeltje) voor nodig, om het condensatieproces op gang te brengen. De condensatiekern is ook hier een attractor.
- Kuddegedrag: het ontstaan van een kudde (niet allen schapen, maar ook bv. een school vissen, een vlucht spreeuwen, de "wave" in een stadion) heeft ook invloed op de deelnemers, die hun gedrag aanpassen op dat van hun directe buren. Gezien het belang van de context waarin dit plaats vindt, kan hier net zo goed sprake zijn van terugkoppeling i.p.v. neerwaartse oorzakelijkheid.
- De strenge eisen die de Europese Unie stelt aan voedselveiligheid beïnvloedt ook de regelgeving op het gebied van voedselveiligheid van producten uit niet-EU landen die deze producten in de EU willen importeren. Een verandering in die EU-regelgeving wordt weer gevolgd door de regelgeving van omringende landen. Ook dit is een vorm van kuddegedrag.
- Bij sterke emergentie[5] is er sprake van een robuuste verbinding van componenten, zoals bv. een molecuul dat samengesteld is uit verschillende atomen. De eigenschappen van dat molecuul zijn nauw verbonden met de aard van de wisselwerking tussen zijn componenten, waarbij oorzaak en gevolg moeilijk te onderscheiden zijn. Of hier ook sprake is van neerwaartse oorzakelijkheid wordt door diverse auteurs betwist.[6]

### Voorbeelden tijdomkering[7]
- De kwantummechanische bewegingsvergelijkingen van subatomaire processen zijn in het algemeen tijdsymmetrisch: ze kunnen zich ook in de omgekeerde tijdrichting afspelen.

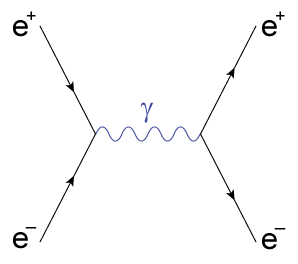
Annihilatie van een negatief geladen elektron (e^{−}) en een positief geladen positron (e^{+}) (links) waarbij een foton ontstaat (γ, midden) die weer overgaat in een elektron en positron (rechts). De tijdas loopt horizontaal.

- Annihilatie van een negatief geladen elektron (e−) en een positief geladen positron (e+) (links) waarbij een foton ontstaat (γ, midden) die weer overgaat in een elektron en positron (rechts). De tijdas loopt horizontaal.Feynman maakte aannemelijk dat antideeltjes ook gezien kunnen worden als de "tijdomgekeerde" variant van een "normaal" deeltje, zoals bv. blijkt uit de annihilatie/creatie van een elektron-positronpaar. Bij tijdomkering worden de rollen van elektron - positron omgekeerd.